# 서울신대림초등학교
서울신대림초등학교는 대한민국 서울특별시 영등포구 대림동에 있는 공립 초등학교이다.

## 학교 연혁
- 1994년 11월 1일 교사 신축공사 준공
- 1995년 3월 1일 초대 정종헌 교장 취임, 개교 (22학급 편성)
- 1995년 4월 20일 서울신대림초등학교 개교식
- 1995년 12월 27일 급식실 개관
- 1996년 12월 27일 학교경영 우수학교 교육감 표창
- 1998년 12월 30일 학교경영 우수학교 교육감 표창
- 1999년 9월 1일 제2대 윤삼가 교장 취임
- 2000년 9월 1일 제3대 강대효 교장 취임
- 2000년 12월 28일 독서교육 우수학교 교육감 표창
- 2001년 11월 9일 소방교육 우수학교 행정자치부 장관 표창
- 2003년 3월 1일 서울시교육청 지정 수업방법개선 선도학교 지정
- 2004년 3월 1일 제4대 백계순 교장 취임
- 2007년 12월 28일 학교경영 교육장 표창
- 2008년 9월 1일 제5대 문흥숙 교장 취임
- 2008년 12월 26일 학교경영 우수학교 교육장 표창
- 2010년 3월 31일 체육관 (비전관) 준공
- 2012년 2월 15일 제17회 꿈캡슐보관 졸업식 (68명 졸업)
- 2012년 9월 1일 제6대 이명환 교장 취임
- 2012년 12월 27일 기초학력향상 우수학교 교육장 표창
- 2013년 7월 25일 예술영재교육 지역거점학교 지정 (한국예술종합학교)
- 2014년 3월 1일 남부교육지원청 음악영재교육원 협력학교 지정
- 2014년 12월 24일 신대림오케스트라 창립연주회
- 2015년 1월 20일 학교정문 현대화
- 2015년 9월 1일 제7대 윤향옥 교장 취임
- 2015년 12월 29일 진로교육우수학교 교육장 표창 , 안전교육우수학교 서울특별시장 표창
- 2016년 2월 1일 도서실 확충 및 온돌 설치
- 2016년 3월 1일 서울형 혁신학교 지정 (2016.3.1.~2020.2.29.) , 유네스코협력학교 지정 , 이중언어 (중국어) 교실 운영
- 2016년 9월 1일 학생 식당 (다담) 완공
- 2016년 10월 1일 정문 학교보안관실 증축
- 2016년 12월 29일 학교혁신경영 우수학교 교육장 표창
- 2017년 3월 1일 전통장문화학교 운영 지정 , 공립학교 스쿨버스 운영 지정
- 2017년 9월 1일 제8대 문병균 교장 취임
- 2017년 12월 29일 안전교육 우수학교 교육장 표창
- 2017년 12월 31일 국제교류 우수학교 교육감 표창 , 세계시민교육 우수학교 교육감 표창
- 2018년 8월 20일 교실 칠판 교체 (14개 교실)
- 2018년 8월 24일 학생용 책상 의자 교체 (242조)
- 2018년 8월 27일 본관옥상 햇빛발전소 6개 패널 설치
- 2018년 11월 6일 학급 교실 텔레비전 교체 (65인치 LED 25대)
- 2018년 11월 15일 꿈을 담은 교실 완공 (총 6개 교실)
- 2019년 1월 28일 문화예술교육활성화 우수학교 교육장 표창
- 2019년 2월 15일 제24회 졸업식 (34명, 누계 2549명)
- 2019년 3월 1일 다문화 정책학교 지정
- 2019년 8월 22일 교실바닥 개선공사 (15개실)
- 2019년 9월 7일 배수로 개선공사 (경계석 교체,배수로 덮개 교체)
- 2019년 10월 26일 학교 건물 내진보강공사
- 2019년 12월 31일 다문화교육 우수학교 교육감 표창 , 학교폭력 예방 및 근절 우수학교 교육감 표창
- 2020년 2월 12일 제25회 졸업식 (51명, 총 2600명)
- 2020년 2월 28일 돌봄겸용교실 완공 (해찬솔)
- 2020년 3월 1일 서울형혁신학교 재지정 (2020.3.1.~2024.2.29.) , 266명, 18학급 편성 (일반16,특수1,특별1)
- 2020년 12월 31일 학교예술교육활성화 우수학교 교육감 표창
- 2021년 2월 10일 제 26회 졸업식 (56명, 누계 2656명)
- 2021년 3월 1일 349명, 20학급 편성  (일반18,특수1,특별1)
- 2021년 9월 1일 제9대 이수연 교장 취임
- 2022년 2월 14일 제 27회 졸업식 (48명, 졸업생 누계 2700명)
- 2022년 3월 1일 384명, 21학급 편성 (일반19,특수1,특별1)
- 2022년 6월 3일 장애인시설 (엘리베이터) 완공
- 2022년 12월 23일 제 28회 졸업식 (45명, 졸업생 누계 2745명)

## 학교 상징
- 교화 - 장미: 원대한 포부, 의욕적인 삶, 정열적인 자태
- 교목 - 향나무: 변함없는 기상, 꿋꿋한 의지, 고결한 인품

## 참고 자료
- 서울신대림초등학교 - 한국교육학술정보원 학교알리미